# Valentin Blaschitz
Valentin Blaschitz (* 2. Jänner 1952 in Waisenberg) ist ein österreichischer Politiker (SPÖ), landwirtschaftlicher Facharbeiter und Facharbeiter sowie Bank- bzw. Gemeindebediensteter. Er war von 1984 bis 1986 Mitglied des Bundesrates und von 1986 bis 1991 Abgeordneter zum Kärntner Landtag. Er war von 1991 bis 2020 Bürgermeister der Stadtgemeinde Völkermarkt.

## Ausbildung und Beruf
Blaschitz besuchte von 1958 bis 1962 die Volksschule in St. Georgen und wechselte danach von 1962 bis 1966 zum Besuch der Hauptschule nach Völkermarkt. Er absolvierte in der Folge von 1966 bis 1967 auch den 
Polytechnischen Lehrgang in Völkermarkt und bildete sich danach von 1967 bis 1969 an der Landwirtschaftlichen Berufsschule Völkermarkt weiter. Zudem absolvierte er von 1969 bis 1971 die Landwirtschaftliche Fachschule Goldbrunnhof und im Jahr 1971 den Präsenzdienst. Blaschitz war als landwirtschaftlicher Facharbeiter im elterlichen Betrieb tätig und arbeitete von 1972 bis 1975 als Bankangestellter bei der Raiffeisenkasse Waisenberg. 1976 trat er in den Dienst der Schulgemeindeverbandes Völkermarkt, wo er von 1976 bis 1987 als Sachbearbeiter angestellt war. Seit 1987 ist Blaschitz auf Grund seiner politischen Tätigkeit karenziert. 

## Politik und Funktionen
Blaschitz begann seine politische Karriere in der Lokalpolitik, wo er am 25. März 1979 zum Mitglied des Gemeinderates der Stadtgemeinde Völkermarkt gewählt wurde. Er übernahm am 17. März 1985 die Funktion eines Mitglieds des Stadtrates und jener des Finanzreferenten und stieg am 25. September 1985 zum Vizebürgermeister auf. Am 15. April 1991 wurde er zum Bürgermeister der Stadtgemeinde Völkermarkt gewählt. Seitdem lenkte Blaschitz die Geschicke seiner Heimatgemeinde als Bürgermeister, wobei seine Partei, die SPÖ, bei der letzten Gemeinderatswahl in Völkermarkt 2009 mit 43,1 % ein Minus von −12,9 % einfuhr. 2015 wurde er neuerlich im Amt bestätigt.
Blaschitz war vom 30. Oktober 1984 bis zum 18. Dezember 1986 auch Mitglied des Österreichischen Bundesrates und rückte am 18. Dezember 1986 für Anton Leika in den Kärntner Landtag als Abgeordneter nach. Er gehörte dem Kärntner Landtag mit einer rund einmonatigen Unterbrechung bis zum 25. April 1991 an. Innerparteilich fungierte Blaschitz ab 1980 als Ortsparteivorsitzender der SPÖ Waisenberg, 1987 wurde er zum Bezirksparteivorsitzender-Stellvertreter der SPÖ Völkermarkt gewählt. Er war zudem langjähriger Stadtparteivorsitzender der SPÖ Völkermarkt.
Sein Amt als Bürgermeister übergab Blaschitz im Frühjahr 2020 an Markus Lakounigg, der sich 2021 erfolgreich der Wiederwahl stellte.

## Auszeichnungen
- 2020: Großes Goldenes Ehrenzeichen des Landes Kärnten[2]